# Shortia
Shortia é um género botânico pertencente à família Diapensiaceae.
1. ↑  «Shortia — World Flora Online». www.worldfloraonline.org. Consultado em 19 de agosto de 2020